# Vincent & Theo
Vincent & Theo è un film del 1990 diretto da Robert Altman, basato sulla vita del pittore olandese Vincent van Gogh.

## Trama
Il 30 marzo 1987, a Londra, il dipinto I girasoli di Vincent van Gogh ha raggiunto il prezzo esorbitante di 39.900.000 dollari a un'asta da Christie's. Un secolo prima, Vincent Van Gogh porta avanti la sua carriera artistica, nonostante sia già gravemente malato.
Il film taglia la parte di biografia precedente al momento in cui egli a 28 anni, decide di dedicarsi alla pittura. All'Aia, apprende le basi del disegno da suo cugino Anton Mauve. Ha una storia sentimentale con Sien, una prostituta. Successivamente raggiunge a Parigi il fratello Theo, che da quel momento lotterà per far conoscere e riconoscere il suo talento.

## Produzione
Nato su commissione di Central TV e Antenne 2 in occasione del centenario della morte dell'artista, il film è stato realizzato come una mini serie di quattro ore (200 minuti di lunghezza) per la televisione, e una versione di 138 minuti è stata distribuita nei cinema.

## Sceneggiatura
Julian Mitchell è lo sceneggiatore di Vincent & Theo, conosciuto all'epoca per la sua opera Another Country (1981) e il suo adattamento cinematografico (1984). La sceneggiatura di Mitchell si concentra sul rapporto tra Vincent e Theo van Gogh.

## Colonna sonora
Il compositore Gabriel Yared aveva precedentemente lavorato con Altman nel film Beyond Therapy (1987). Per quel film e per Vincent & Theo, Yared ha composto con solo una sceneggiatura e la guida di Altman. Lui stesso considerava la colonna sonora "forse la musica più creativa che avesse fatto".